# Кривошеины (деревня)
 Кривошеины  — опустевшая деревня в Орловском районе Кировской области. Входит в состав Орловского сельского поселения.

## География
Расположена на расстоянии примерно 11 км по прямой на север-северо-восток от райцентра города Орлова.

## История
Была известна с 1802 года как починок Фрола Безносова с 7 дворами. В 1873 году здесь (починок Кривошеинской) дворов 6 и жителей 22, в 1905 (Лаптевский 2-й или Кривошеины) 21 и 126, в 1926 (Кривошеины или Фрола Безносова, Лаптевский 2-й) 24 и 106, в 1950 13 и 38, в 1989 5 жителей. Настоящее название утвердилось с 1939 года. С 2006 по 2011 год входила в состав Кузнецовского сельского поселения.

## Население
Постоянное население не было учтено как в 2002 году, так и в 2010.